# Petrocosmea duclouxii
Petrocosmea duclouxii är en tvåhjärtbladig växtart som beskrevs av William Grant Craib. Petrocosmea duclouxii ingår i släktet Petrocosmea och familjen Gesneriaceae. Inga underarter finns listade i Catalogue of Life.